# Centro de Alerta de Tsunamis del Pacífico

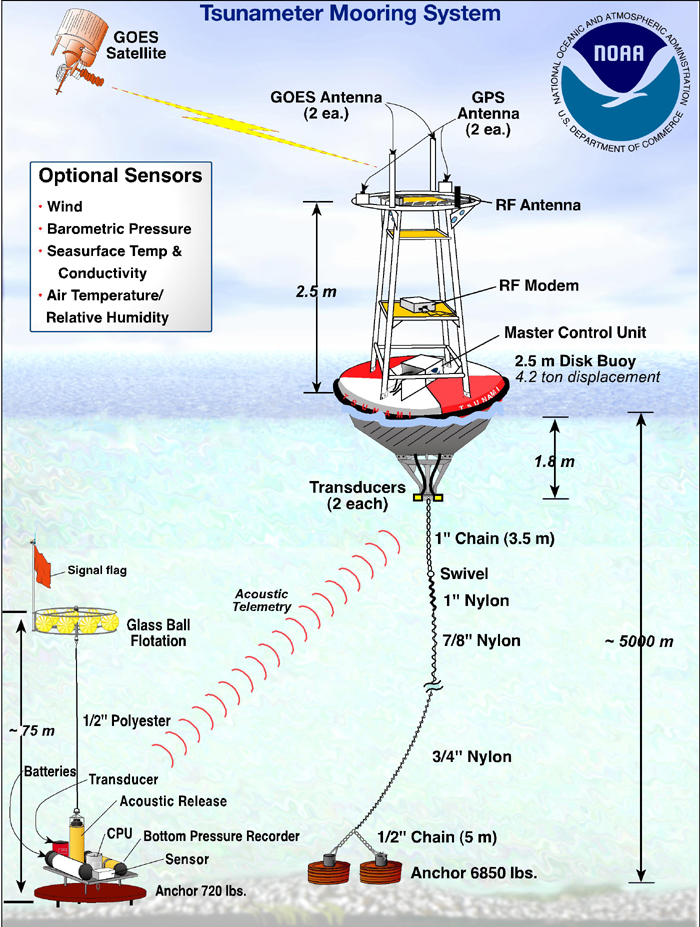
Boyas utilizadas por el sistema DART

El Centro de Alerta de Tsunamis del Pacífico (en inglés Pacific Tsunami Warning Center, PTWC), operado por la Administración Nacional Oceánica y Atmosférica (NOAA) en Ewa Beach (Hawái), es uno de los dos centros de alerta de tsunamis de Estados Unidos. Forma parte de un sistema de alerta de tsunamis (TWS, del inglés tsunami warning system) internacional y sirve como centro de operaciones del sistema de alerta de tsunamis del Pacífico, para la supervisión y predicción de tsunamis, y la emisión de advertencias a los países de la zona del océano Pacífico, incluyendo el estado de Hawái.
El otro centro de alerta de tsunamis es el Centro de alerta de Tsunamis de la Costa Oeste/Alaska (West Coast/Alaska Tsunami Warning Center, WC/ATWC), ubicado en Palmer (Alaska), sirviendo a todas las regiones costeras de Canadá y los Estados Unidos, salvo Hawái.
El PTWC se inauguró en 1949 tras el terremoto de las islas Aleutianas de 1946 y un tsunami que causó 173 víctimas mortales en Hawái y Alaska. Después del terremoto del océano Índico de 2004, el PTWC ha ampliado su orientación de alerta a fin de incluir el océano Índico, el Caribe y regiones adyacentes, hasta la capacidad de elaborar alertas regionales para estas áreas.

## Tipos de boletines
Dependiendo de los datos sísmicos, el PTWC emitirá los siguientes tipos de boletines:
- Boletín de información de tsunami (Tsunami Information Bulletin): en este boletín, aunque se atisba una amenaza, no hay evidencias de que un tsunami se esté abriendo camino a través del Pacífico.

- Observación de tsunami-PTWC (Tsunami Watch-PTWC): este boletín informa que un terremoto, probablemente, pudo haber creado un tsunami y el PTWC está averiguando si en las partes costeras del Pacífico más cercanas al epicentro se detecta anomalías en el mar, ya que el PTWC espera obtener datos de marea para afirmar la generación de un tsunami.

- Advertencia de tsunami-PTWC (Tsunami Warning-PTWC): este boletín encuentra condiciones lo suficientemente graves como para emitir la preocupación inmediata a diversas partes costeras del Pacífico. El mensaje incluirá tiempo aproximado de llegada.

## Detección de tsunamis en alta mar
En 1995, la Administración Nacional Oceánica y Atmosférica (NOAA, del inglés National Oceanic and Atmospheric Administration) comenzó a desarrollar el sistema Deep-ocean Assessment and Reporting of Tsunamis (DART). En 2001, se había desplegado una serie de seis estaciones en el océano Pacífico.
A partir de 2005, como consecuencia del tsunami causado por el terremoto del océano Índico de 2004, se anunciaron planes para agregar más boyas más DART para estar operativas a mediados de 2007.
Estas estaciones ofrecen información detallada sobre los tsunamis mientras aún están lejos de la costa. Cada estación se compone de una grabadora de presión en el fondo del mar (a una profundidad de unos seis mil metros), que detecta el paso de un tsunami y transmite los datos a la boya de superficie mediante un módem acústico. La boya de superficie emite la información al PTWC a través del sistema satelital Geostationary Operational Environmental Satellite (GOES). La grabadora de presión del fondo tiene una duración de dos años, mientras que la boya de superficie se sustituye cada año. El sistema ha mejorado considerablemente el pronóstico y alerta de tsunamis en el Pacífico.